# Харбортон (Вирџинија)
Харбортон (енгл. Harborton) насељено је место без административног статуса у америчкој савезној држави Вирџинија.

## Демографија
По попису из 2010. године број становника је 131.
| Група             | 2000.    | 2010.       |
| Белци             | 0 (0,0%) | 120 (91,6%) |
| Афроамериканци    | 0 (0,0%) | 10 (7,6%)   |
| Азијати           | 0 (0,0%) | 0 (0,0%)    |
| Хиспаноамериканци | 0 (0,0%) | 1 (0,8%)    |
| Укупно            | 0        | 131         |